# Смит, Уильям (геолог)
Уильям Смит (или Вильям Смит; англ. William Smith; 23 марта 1769, Чёрчилл, Оксфордшир — 28 августа 1839, Нортгемптон) — английский землемер, мелиоратор и картограф, создавший в 1815 году первую региональную геологическую карту.

## Биография
Родился в семье Джона и Анны Смит в графстве Оксфордшир. У него было 2 младших брата Даниэль и Джон и сестра Элизабет, чей сын Джон Филлипс стал оксфордским профессором геологии.
Ему было восемь лет, когда от простуды скончался его отец. Воспитанием и образованием его занимался его дядя фермер Уильям.

### Образование
У. Смит получил начальное образование в сельской школе. Дальнейшее образование он получал самостоятельно по книгам и в научных обществах.
Ещё в детстве Уильям заинтересовался и стал собирать окаменелости моллюсков и морских ежей, которые можно было найти в окрестностях.
В 1787 году он стал помощником земельного инспектора Стоу-он-Волд Эдварда Уэбба (Edward Webb).

### Работа землемером и геодезистом
В 1792 году переехал в графство Сомерсетшир, где работал независимым инженером по межеванию земель и обмеру угольных шахт.
В 1793 году шотландский гражданский инженер Дж. Раннел (John Rennle) пригласил У. Смита для планирования прокладки угольного канала (The Sommersetshire Coal Canal; 2 рукава длинной около 10 км, функционировал в 1805—1898 годах) — для перевозки угля с новых месторождений. В марте 1794 года он представил проект в Лондонском Парламенте. Работы начались в июле 1795 года, контракт продлился до 5 июня 1799 года.
С 1796 года Смит состоял в Обществе Бата и Западной Англии (Bath and West of England Society; интеллектуальный клуб), а с 1799 года в — Сельскохозяйственном обществе Бата (The Bath Agricultural Society).
В 1799 году У. Смит составил первую геологическую карту с изображением обнажений трёх пластов на карте окрестностей города Бат (5 миль вокруг города, масштаба 1,5 дюйма — 1 миля). 11 декабря 1799 года он продиктовал «Таблицу слоёв окрестностей Бата», как пояснение к карте в виде упорядоченного списка пластов с указанием содержащихся в них окаменелостей.
У. Смит известен как «отец английской геологии». Его труды по идентификации мезозойских осадочных толщ юго-восточной Англии, заложили основы исторической геологии и стратиграфии как самостоятельных геологических наук. Он установил, что слои осадочных пород, обнажающиеся в разных районах и непосредственно не связанные между собой, могут сопоставляться по характерным для каждого пласта наборам остатков ископаемых организмов или руководящим ископаемым.

### «Закон Смита»
Одинаковый возраст пластов устанавливается на основании закона Смита, по сходству окаменелостей (по руководящим признакам). Слои можно различать по характерным для них наборам ископаемых органических остатков. Он также известен как Принцип гомотаксальности — принцип Смита-Гексли, или Закон Вернера-Смита.
В 1815 году он впервые составил геологическую карту Англии и Уэльса с разделением. Открытие У. Смита создало предпосылки для развития стратиграфии и эволюционных идей в палеонтологии.
В 1819 году У. Смит потерпел финансовый крах из-за:
- долгов связанных с производством карты и низкими её продажами,
- кризиса в стране разорённой наполеоновскими войнами,
- выходом геологической карты составленной в Геологическом обществе Лондона под руководством Дж. Гринафа[8].

Он провёл 10 недель в долговой тюрьме.
После освобождения он уехал из Лондона в Йоркшир, читал лекции, готовил новые геологические карты отдельных графств Великобритании.

### Последние годы жизни
У. Смит получил признание за свои достижения только в 1831 году, получив от Лондонского геологического общества медаль Волластона.
Последнее переиздание геологической карты Дж. Гринафа вышло со словами «Карта создана на основе карты У. Смита 1815 года».
Скончался на пути в Бирмингем для участия в геологической конференции.

## Память
С 1977 года в его память названа учреждённая Медаль Уильяма Смита.

## Награды и премии
- 1815 — Премия за создание первой «Минералогической карты Англии и Уэльса» от Королевского общества искусств, промышленности и торговли (Royal Society for the Encouragement of Arts, Manufactures and Commerce, RSA)
- 1831 — медаль Волластона от Геологическое общество Лондона